# Ábrahám Bibago
Ábrahám Bibago (1446 körül – 1489) késő középkori zsidó hittudós.
II. János aragóniai király udvari orvosaként működött. Filozófikus hangú prédikációkban (Derech emúnah, a. m. 'A hit útja') kelt védelmére a korban hanyatlani kezdő tudományoknak. Jártas  volt az középkori arab- és zsidó irodalomban, és több művet fordított Averroëstől. Konzervatív szellemű apológiája a Biblián kívül kiterjed az egész zsidó hagyományra és legendákra.